# ترکش (مهمات)
تَرَکِش (از مصدر ترکیدن) یا به فارسی افغانستان چره به قطعات پرتاب شده در اثر انفجار مهمات گفته می‌شود.
قطعات ترکش معمولاً بخشی از پوسته پرتابه‌هایی مانند گلوله توپ یا خمپاره است. در برخی از انواع گلوله توپ و خمپاره قطعات ریزتر فلزی در داخل پوسته و در اطراف خرج انفجاری قرار داده می‌شود تا اثر ترکشی بیشتری داشته باشد.
از یک گلوله توپ یا خمپاره هنگام انفجار بالغ بر ۷۰۰ الی ۱۰۰۰ قطعه ترکش جدا می‌شود. سرعت برخورد ترکش‌ها با اجسام بسیار بالا بوده و به راحتی در هر جسمی فرومی‌روند. معمولا ترکش از جنس آلیاژهای چدنی هست که بعد شکسته شدن به قسمت‌های بسیار تیز تقسیم می‌شود.

## نگارخانه

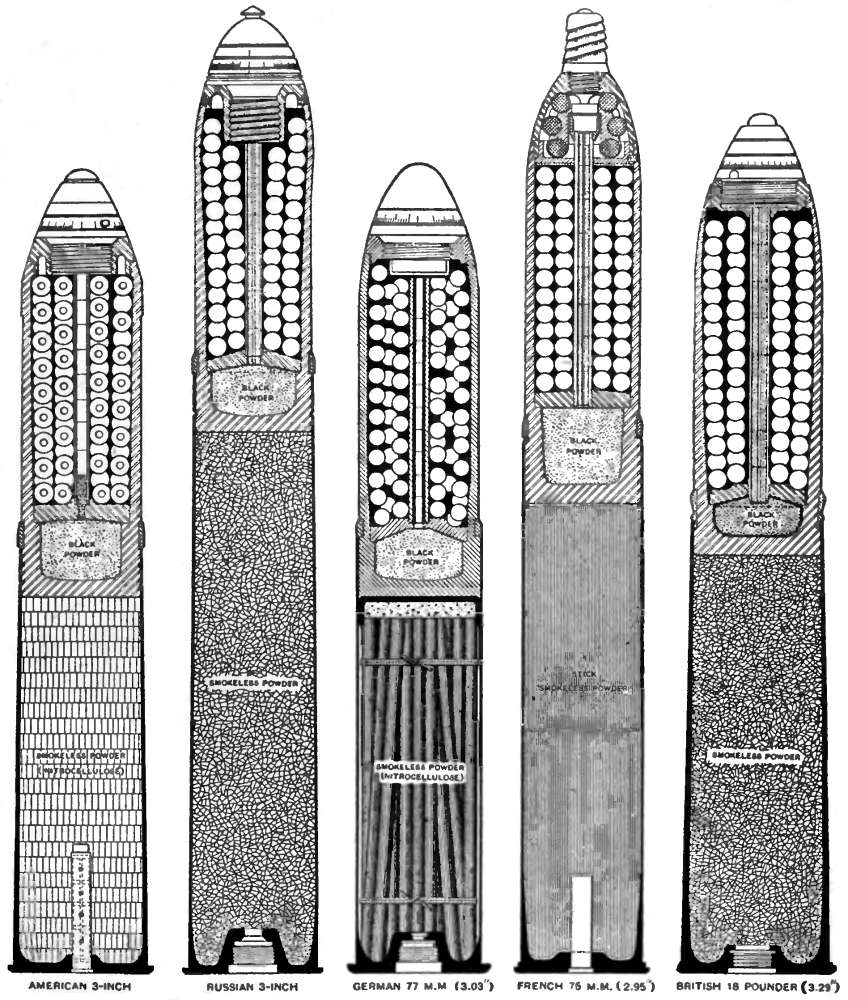
مقایسه گلوله‌های ترکش‌های جنگ جهانی اول آمریکا، روسیه، آلمان، فرانسه و بریتانیا
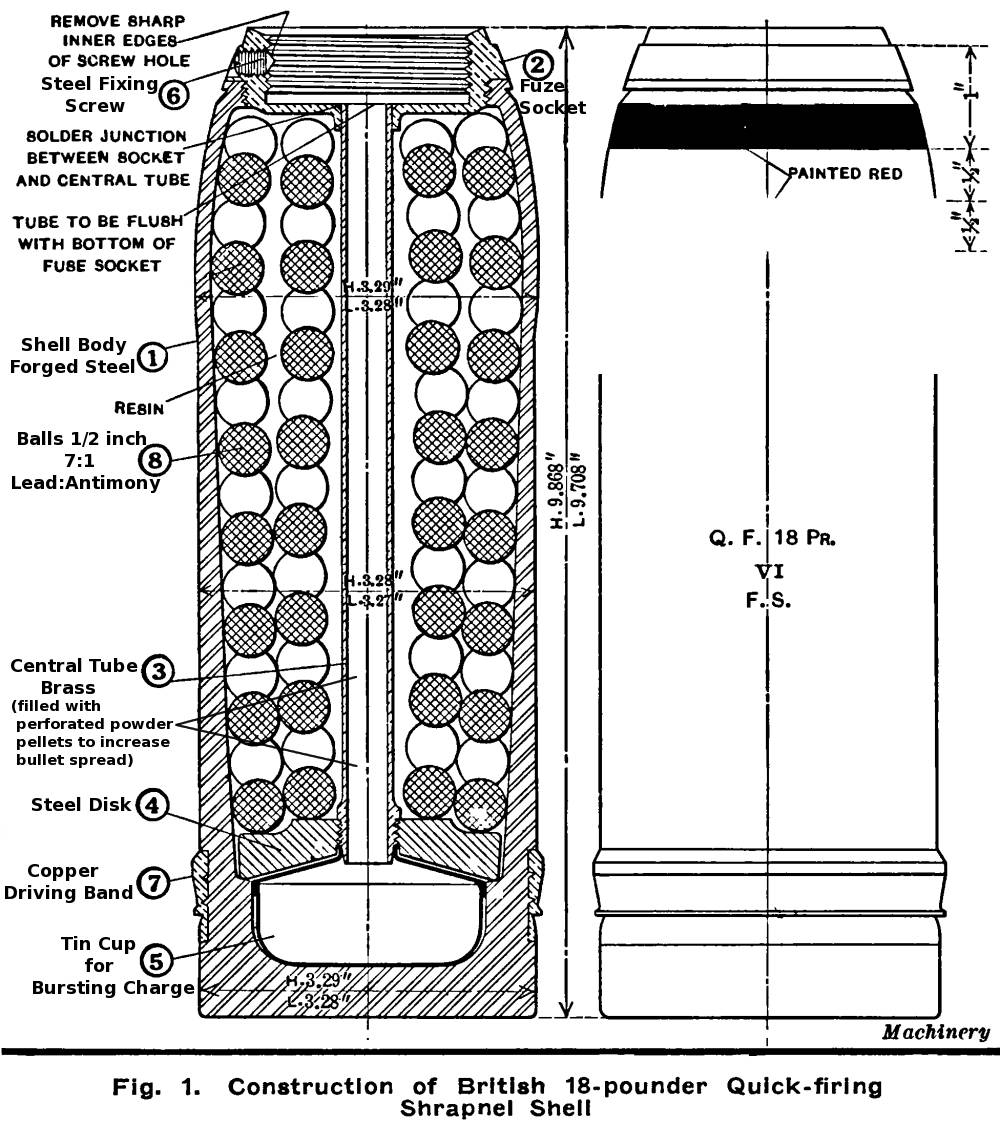
گلوله ترکش ۱۸ پوندی بریتانیا، جنگ جهانی اول
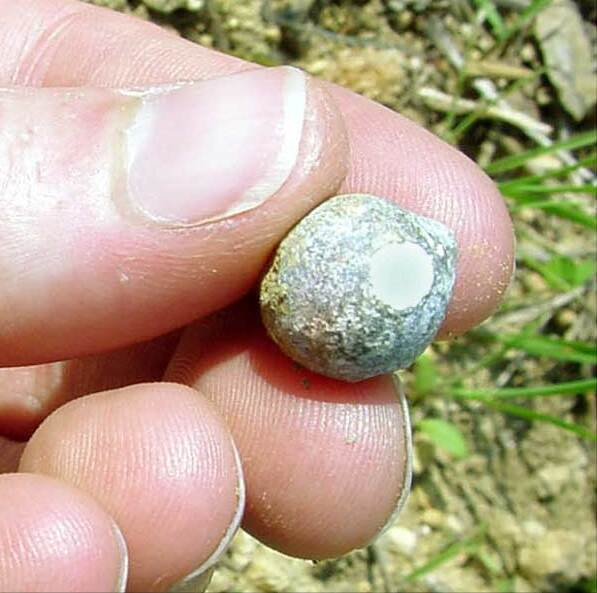
توپ ترکش جنگ جهانی اول در وردون
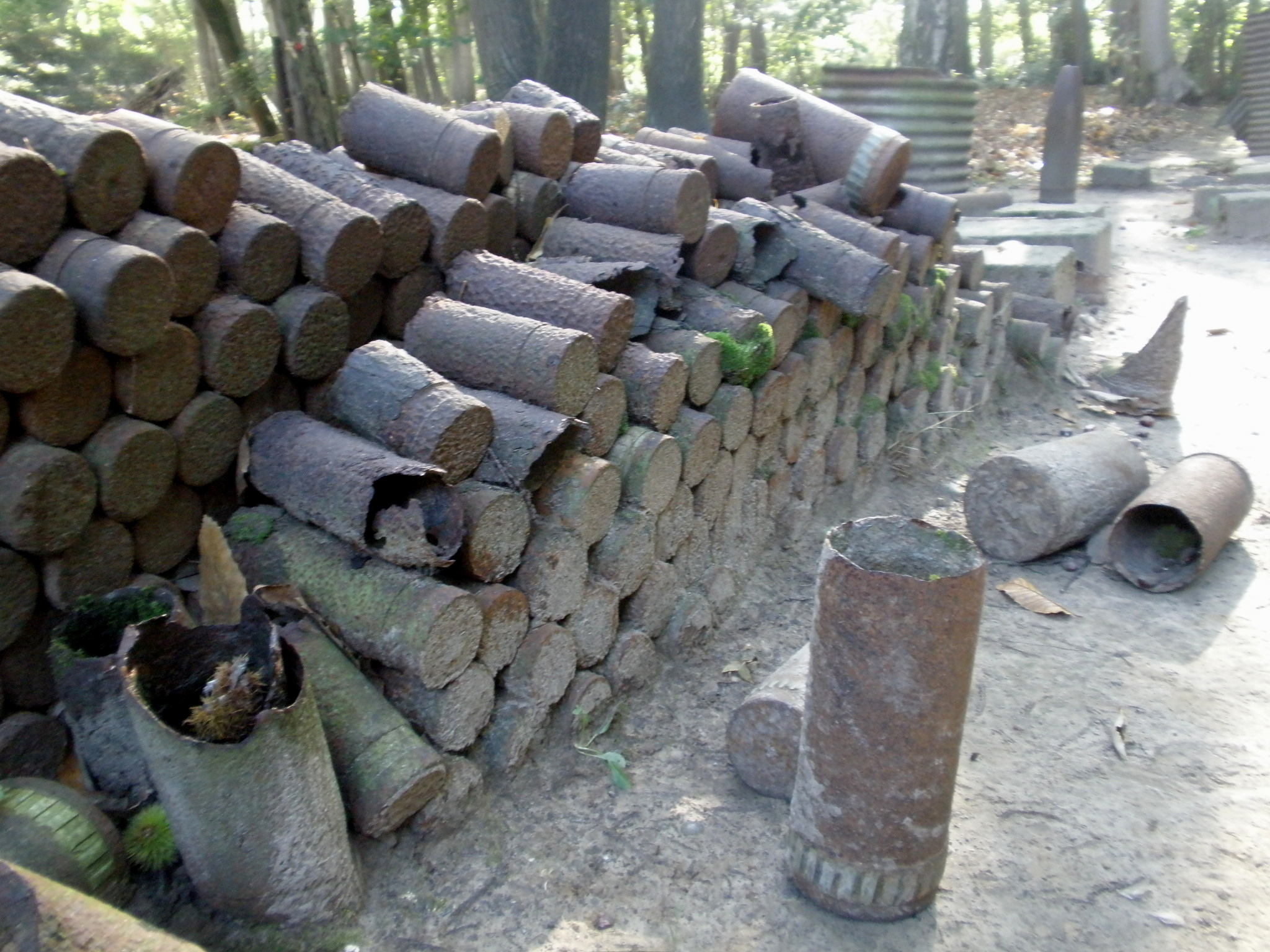
گلوله‌های خالی شلیک شده در Sanctuary Wood، بلژیک